# امپال
امپال (به لاتین: Mpal) یک منطقهٔ مسکونی در سنگال است که در Saint-Louis Department واقع شده‌است. امپال ۲۰ متر بالاتر از سطح دریا واقع شده‌است.